# Me 209-II戰鬥機
梅塞施密特Me 209-II（Messerschmitt Me 209-II）是由德國梅塞施密特公司在二次世界大戰時設計出的一架高性能戰鬥機（原型）。「209」這個型號事實上被用於兩個不同的設計方案。一個是梅塞施密特Me 209，用於突破飛行紀錄的特種機種，但是因為種種技術限制而無法改作實戰用途。第二個即是Me 209-II，用來汰換之前在二戰初期為德國空軍立下不少汗馬功勞的梅塞施密特Bf 109

## 設計和開發
Me 209計畫於1943年重生，那時威利·梅塞施密特博士提出要對已經逐漸老化的Bf 109戰鬥機汰舊換新，他因此對Bf 109進行重大的修改，進而成為新一代Me 209戰鬥機。Me 209將會跟福克-沃爾夫的Fw 109D-9戰鬥機和Ta 152戰鬥機一同參與德國空軍的選拔。Me 209的特色都借鏡於之前大獲成功的Bf 109G型。相較之下，之前的Me 209競速機版和後來的Me 309戰鬥機都是頂著嶄新設計的光環最後卻中箭落馬的失敗作品。
不幸的是，原本計畫用作引擎的DB 603發動機缺貨，設計小組只能拿較為劣質的Jumo 213E替代。Me 209戰鬥機展示了新的尾部結構、寬輪距的起落架、較高的尾翼和輪狀散熱器。雖然稱也被稱作Me 209，但是並未青睞之前競速版的設計，反而是想設計出與Bf 109G Gustav盡可能像的機身結構。
當這項計畫不斷發展，Me 209也從原本只是Bf 109的進階版躍昇成為一個全新的設計。Me 209 V5搭載一挺MK108機砲和兩挺MG 131重機槍。V6版本是第一個使用Jumo 213發動機的版本，而且把原本的MG 131重機槍改成MG151機砲。Me 209H V1則是專為高空飛行而設計的，發動機也從Jumo 213換回了DB 603。

## 試飛
儘管Me 209有多項承上啟下的設計和多種用於不同任務的形態，這項計畫還是於1944年年尾被終止了。Me 209 V5試飛的結果並不如預期般理想，因為它的飛行速度比早一步量產的Fw 190D還慢上50km/h，
甚至連操作性也沒有多大的改進。經過這次令人失望的試飛後，Me 209計畫正式被終結，而這也是梅塞施密特公司最後一次嘗試開發高性能活塞引擎戰鬥機。

## 性能參數（Me 209 V5）

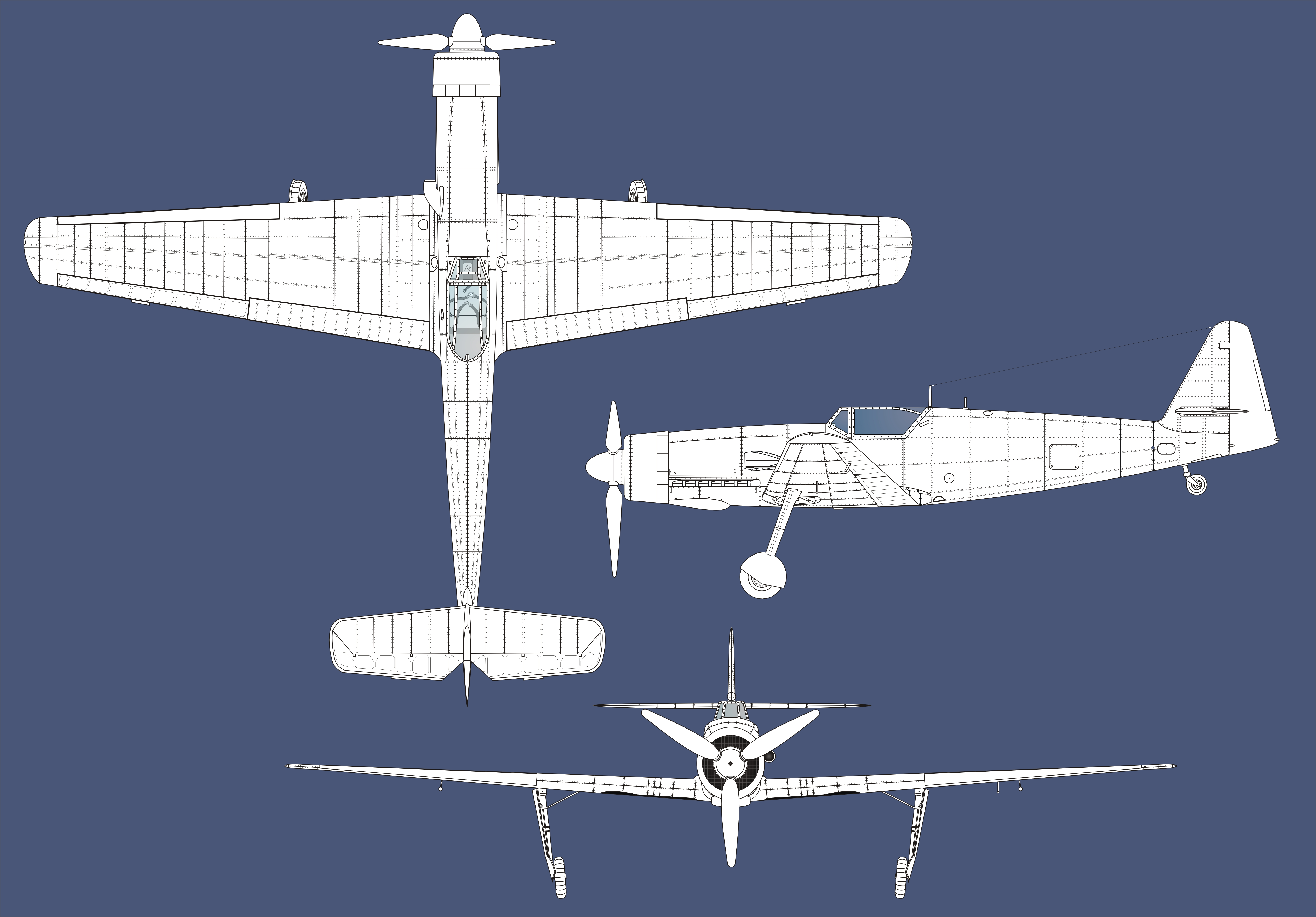
三視圖

基本信息
- 机组：一名（駕駛）

性能
武器

- 1 x 30 mm MK108機砲
- 2 x 13 mm MG 131重機槍